# Aubencheul-au-Bac
Aubencheul-au-Bac – miejscowość i gmina we Francji, w regionie Hauts-de-France, w departamencie Nord.
Według danych na rok 1990 gminę zamieszkiwało 516 osób, a gęstość zaludnienia wynosiła 161 osób/km² (wśród 1549 gmin regionu Nord-Pas-de-Calais Aubencheul-au-Bac plasuje się na 771. miejscu pod względem liczby ludności, natomiast pod względem powierzchni na miejscu 827.).